# Музична естетика
Музи́чна есте́тика (англ. Aesthetics of music, нім. Musikästhetik) — мистецтвознавче поняття, введене в науковий обіг німецьким публіцистом, поетом і музикантом Крістіаном Фрідріхом Шубартом, що вперше вжив цей термін у своїй праці «Ідеї до естетики музичного мистецтва» (1784).

## Визначення
Музична естетика є міжгалузевою науковою дисципліною, що займається вивченням різних естетичних аспектів музики саме як вельми специфічного виду мистецтва, що передбачає дуже спеціалізований аналіз діалектичного співвідношення загальних законів чуттєво-образного сприйняття дійсності з тими чи іншими конкретними особливостями і закономірностями музичної мови як оператора «звуко-смислів».
Під «музичної естетикою» розуміють наукову дисципліну, яка за своєю загальною дослідницькою спрямованістю близька філософії музики, але відрізняється від неї методологічною специфікою: якщо філософія музики є одним з розділів естетики і займається переважно вирішенням проблем онтологічного, гносеологічного і аксіологічного характеру, то музична естетика значно більше покликана вирішувати завдання суто музикознавчі, і тому вона повинна вільно і компетентно оперувати специфічними (в тому числі і найскладнішими) науковими поняттями з області теорії музики.
Вказана методологічна орієнтація дозволяє відносити музичну естетику до області музикознавства, проте музичній естетиці близькі й такі міжгалузеві дисциплінами як соціологія музики і музична психологія.

## Історія
Проблематика музичної естетики як така розглядалася на всіх етапах розвитку музичного мистецтва, а глибоке коріння музичної естетики йдуть в ранню античність, де естетико-ціннісні критерії музики, запропоновані Піфагором, Платоном і Аристотелем, зв'язувалися з нормативними структурами інтервалів, ладів, ритмів і т. д., як відображенням космічної гармонії і найважливіших етичних якостей людини.
Благодатний ґрунт для свого розвитку музична естетика знайшла у світоглядній доктрині і заснованій на ній естетичної концепції неопіфагорійців, а також неоплатоніків, ідеологічні погляди яких поділяв в тому числі і один із найзначніших теоретиків музики Торкват Северин Боецій, естетичні погляди якого поклали початок середньовічному вченню про три взаємопов'язані «музики», засновані на ідеї суміжності між релігійними символами, душевними станами і різними музичними елементами.
Властиве античному періоду переважання в поглядах на музичну естетику багатою на числову символіку та різні алегоричні тлумачення елементів музики зберігається і в середньовіччі. Так, наприклад, у монаха-бенедиктинця Аріба Схоластика ми знаходимо безпосереднє алегоричне тлумачення муз в термінах музичної теорії: одна муза означає людський голос, дві музи — подвійність автентичних і плагальних ладів або ж подвійний поділ музики на небесну і людську, три музи означають три роди звуків, чотири музи — чотири тропи або чотири основні консонанси і т. д.
Великий внесок у розвиток музичної естетики зробили й інші вчені з середовища ченців-бенедиктинців: Беда Преподобний, Авреліан з Реоме, Ремі Оксеррского, Реджина з Прюма, Ноткер Заїка, Гукбальд Ст. Амандскій, Одо з Клюні, Гзідо Ареццскій, Берно з Рейхенау, Герман Хромой, Вільгельм з Гіршау, Гвідо д'Ареццо, Бернард Клервоський, Ебергард з Фрейзінга, Адам справи Фульда, Мартін Герберт, Будинок-Бедос де Селла, Будинок-Жюмілан, Шубігер, Будинок-Геранже, Будинок-Потьє, Будинок-Моккеро та інші.
В рамках космо-естетичної традиції мислив музику франко-фламандський теоретик музики кінця XIII століття — першої половини XIV століття століть Якоб Льєзький — автор найбільшого за масштабами в Середньовіччі трактату «Дзеркало музики» («Speculum musicae», близько 1330).
Розвиваючи вчення про інтервали, про систему церковних ладів і гексахорд, про форми багатоголосої музики, ритміки і нотації, Якоб Льєзький наділяє музичний твір статусом рівня в ієрархії Буття і репрезентантом Космічного Закону.
В Епоху Відродження починають успішно вирішуватися проблеми предметного втілення різних естетичних ідей в музичних творах того чи іншого жанру (Ars nova). Особливу цінність у цьому зв'язку представляють праці з теорії музики Іоанна Тінкторіса і Ніколауса Лістеніуса.
Значний інтерес, з точки зору розвитку музичної естетики, представляє барокова теорія афектів, розроблена Йоганном Кванцом, Мареном Мерсенном, Афанасієм Кірхером, Йоганном Вальтером, Клаудіо Монтеверді, Йоганном Маттезоном, Джованні Бонончіні і Християном Шписом. Згідно з теорією афектів, мета композиторської творчості — збудження афектів, за групами яких закріплювалися певні музичні стилі та інші засоби композиторського письма. На думку Афанасія Кірхера, передача афектів не зводилася до якихось суто ремісничі технікам, а була таким собі магічним дійством з управління «симпатією», «виникає між людиною і музикою». У цьому зв'язку слід зазначити, що магії спеціально навчилися багато композиторів тієї епохи, включаючи і найбільшого з них — Клаудіо Монтеверді.
Особливо слід сказати про французького музичного теоретика 17 століття Марені Мерсенна, трактат якого «Загальна гармонія» («Harmonie universelle») являє собою зразок універсальної науки XVII ст., органічним чином синтезує в собі поняття музичної естетики з фундаментальними відкриттями експериментального природознавства.
В епоху Просвітництва, в міру звільнення музики від суто прикладних функцій, розуміння музичної діяльності як якогось «звукового наслідування дійсності» (мімесісу) змінилося визнанням універсальності і узагальненості смислового змісту музичних творів. Починаючи з 18 століття, музика щобільш звільняється відповідно до тих риторичних і кінестичних формул, які були обумовлені її тривалим «сусідством» зі словом і рухом.
Таким чином, музична мова знайшов повну незалежність і самостійність, хоча навіть і в цьому «чисто музичній» мові, історично пройдені етапи розвитку музики закарбувалися у вигляді конкретних життєвих асоціацій і емоцій, пов'язаних з різними типами музичного руху, інтонаційною характерністю тематизму, образотворчими ефектами, фонізмом інтервалів тощо.
Надалі, естетична концепція виразно-емоційної суті музики (відрізняє музичне мистецтво від мистецтва образотворчого) збагачувалася все більшим визнанням значимості і самоцінності в музичній творчості індивідуалізованої авторської винахідливості і художньої фантазії.
Австрійський музичний критик XIX століття, професор теорії, історії та естетики музики Віденського університету, автор трактату «Про музично-прекрасне», Е. Ганслік, виходячи з ідеалістичної філософії Іммануїла Канта, вважав музику особливою формою духовної діяльності, і на підставі цієї ідейної посилки протиставляв музику всім іншим видам мистецтва. Намагаючись об'єднати «естетику почуття» і « естетику числа» Ганслік задався метою створити «естетику почуття числа».
В XX столітті на перший план в музичній культурі Заходу висуваються критерії новизни композиторської техніки: до існуючих вже «філософського» і «музикознавчого» напрямків у музичній естетиці додається «композиторська», що починає розглядатися деякими музикознавцями як симптом кризи музично-естетичної свідомості.